# Выпасное (Сакский район)
Выпасно́е (до 1948 года Мавлю́ш; укр. Випасне, крымскотат. Mavluş, Мавлуш) — исчезнувшее село в Сакском районе Республики Крым (согласно административно-территориальному делению Украины — Автономной Республики Крым), располагавшееся на севере района, в степной зоне Крыма, примерно в 6,5 км юго-восточнее современного села Ветровка.

## История
Первое документальное упоминание села встречается в Статистическом справочнике Таврической губернии 1915 года, согласно которому в Кокейской волости Евпаторийского уезда числились 2 деревни отрубников Мавлюш с татарским населением (фактически — части одной деревни). Мавлюш № 1-й — 17 дворов (16 дворов с землёй, 1 — безземельный), 84 человека приписных жителей и 4 — «посторонних», из которых 49 мужчин и 39 женщин. Жители владели 300 десятинами удобной земли. В хозяйствах имелось 50 лошадей,, 8 коров и 650 голов мелкого скота. В Мавлюше № 2 — 7 дворов (все дворы с землёй), 24 приписных жителя (14 мужчин и 10 женщин). Владели 106 десятинами удобной земли. В хозяйствах имелось 13 лошадей, 2 коровы и 60 голов мелкого скота.
После установления в Крыму Советской власти, по постановлению Крымревкома от 8 января 1921 года № 206 «Об изменении административных границ» была упразднена волостная система и село вошло в состав Евпаторийского района Евпаторийского уезда, а в 1922 году уезды получили название округов. 11 октября 1923 года, согласно постановлению ВЦИК, в административное деление Крымской АССР были внесены изменения, в результате которых округа были отменены и произошло укрупнение районов — территорию округа включили в Евпаторийский район. Согласно Списку населённых пунктов Крымской АССР по Всесоюзной переписи 17 декабря 1926 года, в селе Мавлюш, в составе упразднённого к 1940 году Кокейкого сельсовета Евпаторийского района, числилось 23 двора, из них 20 крестьянских, население составляло 84 человека, все татары. Постановлением Президиума КрымЦИКа «Об образовании новой административной территориальной сети Крымской АССР» от 26 января 1935 года был создан Сакский район и населённый пункт включили в его состав. По данным всесоюзной переписи населения 1939 года в селе проживало 57 человек.
В 1944 году, после освобождения Крыма от фашистов, согласно Постановлению ГКО № 5859 от 11 мая 1944 года, 18 мая крымские татары были депортированы в Среднюю Азию. 12 августа 1944 года было принято постановление № ГОКО-6372с «О переселении колхозников в районы Крыма», по которому в район из Курской и Тамбовской областей РСФСР в район переселялись 8100 колхозников, а в начале 1950-х годов последовала вторая волна переселенцев из различных областей Украины. С 25 июня 1946 года Мавлюш в составе Крымской области РСФСР. Указом Президиума Верховного Совета РСФСР от 18 мая 1948 года Мавлюш переименовали в Выпасное. 26 апреля 1954 года Крымская область была передана из состава РСФСР в состав УССР. Время включения в состав Сизовского сельсовета пока не установлено: на 15 июня 1960 года посёлок Выпасное уже числился в его составе. Указом Президиума Верховного Совета УССР «Об укрупнении сельских районов Крымской области» от 30 декабря 1962 года село присоединили к Евпаторийскому району. 1 января 1965 года, указом Президиума ВС УССР «О внесении изменений в административное районирование УССР — по Крымской области», Евпаторийский район был упразднён и село включили в состав Сакского. Ликвидировано в период с 1968 года, когда Выпасное ещё записано в составе Сизовского сельсовета и 1977, когда уже значилось в списках упразднённых.